# کرفت‌فودز
کرفت‌فودز (انگلیسی: Kraft Foods) شرکت صنایع غذایی آمریکایی است، که در سال ۲۰۰۵ توسط جیمز ال. کرفت تأسیس شد.